# I'm Alright (Jo Dee Messina)
I'm Alright è il secondo album in studio della cantante statunitense Jo Dee Messina, pubblicato il 17 marzo 1998 dalla Curb Records.

## Tracce
1. I'm Alright – 3:19 (Phil Vassar)
2. Stand Beside Me – 3:41 (Stephen Allen Davis)
3. Even God Must Get the Blues – 3:52 (Dene Anton, John Scott Sherrill)
4. No Time for Tears – 3:26 (Steven Dale Jones, Jo Dee Messina)
5. Lesson in Leavin' – 3:40 (Randy Goodrum, Brent Maher)
6. Bye, Bye – 3:20 (Rory Bourke, Phil Vassar)
7. Silver Thunderbird – 4:09 (Marc Cohn)
8. I Know a Heartache – 3:29 (Charlie Black, Rory Bourke, Kerry Chater)
9. Because You Love Me – 3:50 (Kostas Lazarides, John Scott Sherrill)
10. Cover Me – 3:27 (Trey Bruce, Robin Lee Bruce)

## Classifiche

### Classifiche settimanali
| Classifica (1998) | Posizione massima |
| ----------------- | ----------------- |
| Stati Uniti       | 61                |

### Classifiche di fine anno
| Classifica (1998) | Posizione |
| ----------------- | --------- |
| Stati Uniti       | 168       |
| Classifica (1999) | Posizione |
| Stati Uniti       | 100       |